# Rukwasengi butleri
Rukwasengi butleri è un mammifero estinto, appartenente ai macroscelidi. Visse nell'Oligocene superiore (circa 26-25 milioni di anni fa) e i suoi resti fossili sono stati ritrovati in Africa.

## Descrizione
Questo animale è noto solo per un frammento di mascella, ed è quindi impossibile ricostruirne fedelmente l'aspetto. Dal raffronto con animali simili e meglio conosciuti, si suppone che Rukwasengi fosse simile a un odierno toporagno elefante. Si differenziava dai membri del genere attuale Rhynchocyon per la presenza di fossette pronunciate sui molari superiori. In generale, molari e premolari erano meno ipsodonti (a radice alta) e più corti di quelli degli affini Myohyrax e Protypotheroides; rispetto a Myohyrax, inoltre, il secondo molare era più ampio che lungo e possedeva una singola fossetta anteriore e due fossette posteriori. Il terzo molare era piuttosto grande e dotato di tre radici, con una fossetta mesiale. Rispetto a Namasengi, Rukwasengi era dotato di cuspidi dei molari superiori meno distinte; Namasengi e Promyohyrax, inoltre, erano dotati di un sinus buccale sui molari superiori di cui Rukwasengi era sprovvisto. Si distingueva inoltre da Promyohyrax per il secondo molare superiore, più grande e largo, ma meno rigonfio buccalmente. Rispetto a Herodotius e alle forme simili, Rukwasengi era sprovvisto di un cingulum buccale sui molari superiori e il terzo molare era più piccolo.

## Classificazione
Rukwasengi è un rappresentante arcaico dei Myohyracidae (o Myohyracinae), un gruppo di macroscelidi caratterizzati da dentatura ipsodonte. In particolare, sembrerebbe una forma intermedia tra Promyohyrax dell'Eocene e Myohyrax del Miocene. In certi aspetti Rukwasengi richiamava gli antichi Herodotius e Metoldobotes (ad esempio il secondo molare superiore più largo buccolingualmente).
Rukwasengi butleri venne descritto per la prima volta nel 2021, sulla base di resti fossili ritrovati nella regione di Mbeya in Tanzania sudoccidentale, nella formazione Nsungwe, in terreni risalenti alla fine dell'Oligocene. La scoperta di Rukwasengi espande il record fossile dei mioiracini in Africa orientale di circa 4 milioni di anni.